# Myrmephytum
Myrmephytum Becc., 1884 è un genere di piante della famiglia delle Rubiacee.

## Biologia
Il genere comprende piante epifite mirmecofile.

## Distribuzione e habitat
L'areale del genere comprende l'isola di Sulawesi, le Filippine e la Nuova Guinea.

## Tassonomia
Il genere comprende le seguenti specie:
- Myrmephytum arfakianum (Becc.) Huxley & Jebb
- Myrmephytum beccarii Elmer
- Myrmephytum moniliforme Huxley & Jebb
- Myrmephytum naumannii (Warb.) Huxley & Jebb
- Myrmephytum selebicum (Becc.) Becc.